# Púbol
Púbol és una entitat de població del municipi baixempordanès de la Pera. El 2009 tenia 151 habitants. Presenta encara un aspecte feudal, amb el castell i l'església a l'indret més prominent. Entre els edificis que l'envolten hi ha encara restes del recinte fortificat.
Púbol va ser esmentat per primer cop el 1017. Allotja el castell de Púbol, residència d'Elena Diakonova (1894 – 1982), anomenada amb freqüència Gala, la muller de Salvador Dalí. Juntament amb Cadaqués i Figueres, forma l'anomenat «triangle dalinià».